# Wolfgang Ehrl
Wolfgang Ehrl (ur. 4 marca 1912 w Monachium, zm. 11 czerwca 1980 tamże) – niemiecki zapaśnik walczący w obu stylach. Srebrny medalista olimpijski z Los Angeles 1932 i Berlina 1936. Walczył w wadze piórkowej i lekkiej.
Zajął piąte miejsce na mistrzostwach świata w 1951. Mistrz Europy w 1934; drugi w 1933; trzeci w 1935; czwarty w 1934 roku.
Mistrz Niemiec w 1934, 1948 i 1950; drugi w 1933, 1935, 1936, 1938 i 1949; trzeci w 1931 w stylu klasycznym. Zwycięzca w stylu wolnym w 1935, 1944, 1949, 1950 i 1951; drugi w 1934, 1936–1938.

## Letnie Igrzyska Olimpijskie 1932
| Konkurencja          | Rundy eliminacyjne   | Rundy eliminacyjne     | Rundy eliminacyjne     | Rundy eliminacyjne     | Rundy finałowe        | Klas. końcowa |
| Konkurencja          | Przeciwnik I         | Przeciwnik II          | Przeciwnik III         | Przeciwnik IV          | Przeciwnik V          | Miejsce       |
| -------------------- | -------------------- | ---------------------- | ---------------------- | ---------------------- | --------------------- | ------------- |
| 61 kg styl klasyczny | Ödön Zombori (HUN) Z | Oscar Lindelöf (SWE) Z | Jindřich Maudr (TCH) Z | Giovanni Gozzi (ITA) Z | Lauri Koskela (FIN) Z | 2.            |

## Letnie Igrzyska Olimpijskie 1936
| Konkurencja      | Rundy eliminacyjne    | Rundy eliminacyjne   | Rundy eliminacyjne    | Rundy eliminacyjne       | Rundy finałowe         | Rundy finałowe               | Klas. końcowa |
| Konkurencja      | Przeciwnik I          | Przeciwnik II        | Przeciwnik III        | Przeciwnik IV            | Przeciwnik V           | Przeciwnik VI                | Miejsce       |
| ---------------- | --------------------- | -------------------- | --------------------- | ------------------------ | ---------------------- | ---------------------------- | ------------- |
| 66 kg styl wolny | Gottfried Arn (CHE) Z | Václav Brdek (CSK) Z | Eiichi Kazama (JPN) Z | Paride Romagnoli (ITA) Z | Károly Kárpáti (HUN) P | Hermanni Pihlajamäki (FIN) Z | 2.            |